# Tres Cerros (Santa Cruz)
Tres Cerros es un paraje del área rural, repetida entre de los departamentos Deseado y Magallanes, en la provincia de Santa Cruz en la región de la Patagonia, Argentina. 
La localidad se encuentra ubicada sobre la RN 3 en el kilómetro 2.114. Existen en el lugar un restaurante y un lugar para alojarse, tiene aproximadamente 28 habitantes.

## Clima
Inviernos con intensas nevadas y durante el verano se puede disfrutar de la fauna autóctona, los vientos del cuadrante oeste son secos pero templados.  El viento tiene una velocidad media de 32 km/h.

## Flora
La vegetación es tipo xerófila, en su mayoría arbustos de bajo tamaño, como neneo, zampa, coirón huecú, molle, malaspina, botón de oro. Estas especies son muy  adaptables al clima. Sus formas son de hojas duras, espinosas y raíces largas que le permiten alcanzar la humedad del suelo.
Astragalus patagonicus; Stipa humilis; Poa lanuginosa; Ephedra ocreata; Adesmia campestris; Atriplex lampa, yuyo zampa; Atriplex sagittifolium, yuyo zampa; Mulinum spinosum, neneo; Grindelia chiloensis, botón de Oro; Soaeda divaricata; Soaeda argentinesis.
Las comunidades vegetales son pobres, achaparradas y xerófilas en el desértico ambiente de la patagonia extraandina. 
En las espaciosas mesetas del interior se advierte la existencia de ejemplares de la estepa arbustiva: duraznillo, neneo, calafate, malaspina, mata negra, colapiche, coirón fino, coirón amarillo, coirón flechita, uña de gato, jume.

## Fauna
Guanacos, zorro, zorrino, liebre, peludo.
Avifauna: garza, gaviota, albatro, petrel, distintas especies de pingüino.
Fauna marina: lobo marino, tonina.
Roedores: mara o liebre patagónica, tucu-tucu o topo, rata, cuis.

## Toponimia
Su nombre se debe a que se ubica a lo largo de varios cerros.

## Población
Contaba con 28 habitantes (Indec, 2001). Durante el censo nacional de 2010 fue considerada como población rural dispersa.